# Tarim (Iêmem)
Tarim (em árabe: تَرِيْم‎; romaniz.: Tarīm) é uma cidade da província de Hadramaute, no sul do Iêmen. De acordo com o censo de 2004, havia 48 079 habitantes.